# Jetpack Joyride
Jetpack Joyride – komputerowa gra platformowa stworzona w 2011 roku przez australijskie studio Halfbrick Studios. Jej premiera odbyła się 1 września 2011 roku na platformę iOS. 11 maja 2012 roku ukazała się wersja w technologii Adobe Flash, a 28 września na system Android. W późniejszym okresie gra została przeniesiona na PlayStation 3, Portable i Vita. Ukazały się też wersje na BlackBerry Playbook, BlackBerry 10, a także Windows Phone 8.

## Fabuła
Głównym bohaterem gry jest Barry Steakfries, który jest pracownikiem w przedsiębiorstwie produkującym gramofony. Wracając z domu przechodzi obok tajnego laboratorium i zauważa tam plecak odrzutowy. Barry niszczy ścianę, kradnie jetpacka i w tym momencie rozpoczyna się rozgrywka.

## Rozgrywka
Sterowanie opiera się na prostym systemie jednokrotnego dotyku do poruszania jetpackiem. Gdy gracz dotknie ekranu jetpack podnosi się, a gdy puści ekran – opadnie. Gracz nie może kontrolować szybkości jetpacka, a jedynie wysokość.
Gra nie ma zakończenia, jest to tzw. „endless runner”. Celem gry jest dotarcie jak najdalej, zbieranie monet i żetonów, wykonywanie misji oraz omijanie przeszkód takich jak rakiety czy wiązki laserowe. Żetony można zużyć w jednorękim bandycie.
W grze występują także pojazdy, po zdobyciu których pojawia się więcej monet podczas rozgrywki. Każdy ma inne właściwości, m.in. inną wielkość i metodę poruszania się. Zniszczenie pojazdu nie powoduje śmierci bohatera.
Misje polegają na wykonaniu zadań np. na kilkukrotnym zniszczeniu pojazdu, zdobyciu określonej liczby monet czy „przybiciu piątki” z określoną liczbą naukowców. Za każdą ukończoną misję otrzymuje się od jednej do trzech gwiazdek zależnie od jej stopnia trudności. Po zdobyciu określonej liczby gwiazdek gracz awansuje na następny poziom doświadczenia i otrzymuje nagrodę w postaci monet. Co 15 poziomów misje rozpoczynają się od nowa, a gracz otrzymuje odznaczenie.
Za pieniądze zdobyte podczas rozgrywki można zakupić m.in. nowe plecaki odrzutowe, gadżety czy ulepszenia pojazdów.

## Odbiór gry
Gra została pozytywnie przyjęta zarówno przez graczy, jak i recenzentów. Wersja na system operacyjny iOS zdobyła 90 punktów na 100 w serwisie Metacritic i 93% w agregatorze GameRankings.
Justin Davis z serwisu IGN przyznał wersji na system iOS ocenę 9/10 nazywając ją najbardziej wciągającą grą studia Halfbrick po przełomowym Fruit Ninja. Chwalił m.in. losowe generowanie poziomów, gadżety i ulepszenia oraz system trzech misji. Bardziej krytycznie podszedł do wersji na PlayStation Portable i PlayStation Vita przyznając jej 7,4 na 10 punktów. Jako główne wady wymienił brak tablicy wyników online oraz brak grafiki HD, co w porównaniu do wersji na systemy iOS i Android czyniło grę nieco gorszą.
Strona internetowa Eurogamer przyznała grze ocenę 8 na 10, a Destructoid 9 na 10.